# Leptostylus spiculatus
Leptostylus spiculatus es una especie de escarabajo longicornio del género Leptostylus, categorizada en la tribu Acanthocinini, de la subfamilia Lamiinae. Fue descrita por Bates en 1880.

## Descripción
Mide 10,6 mm de longitud.

## Distribución
Se distribuye por Costa Rica y Nicaragua.